# Aston Martin Racing
Pour les articles homonymes, voir AMR.
Pour les engagements d'Aston Martin en Formule 1, voir Aston Martin F1 Team.

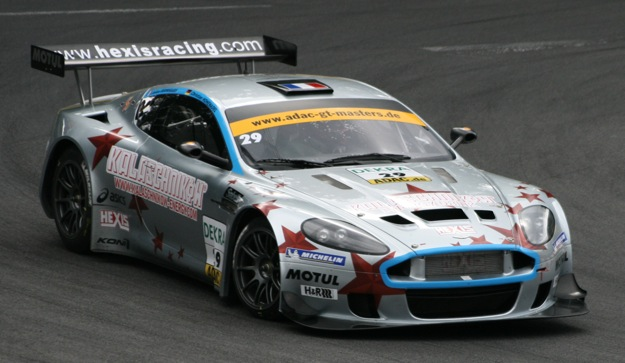
Aston Martin DBRS9 de l'équipe Hexis Racing.

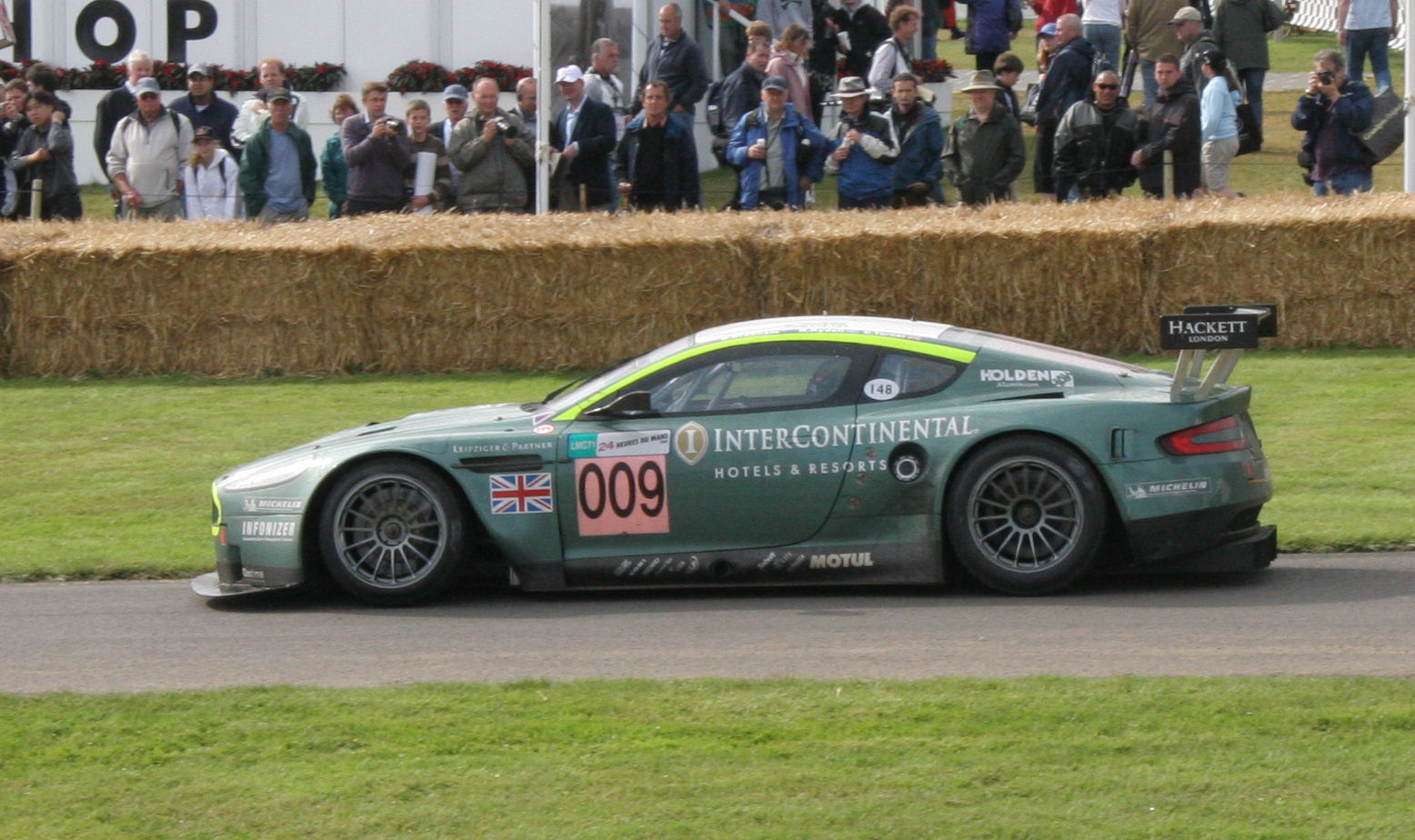
Aston Martin DBR9 au Festival de vitesse de Goodwood.

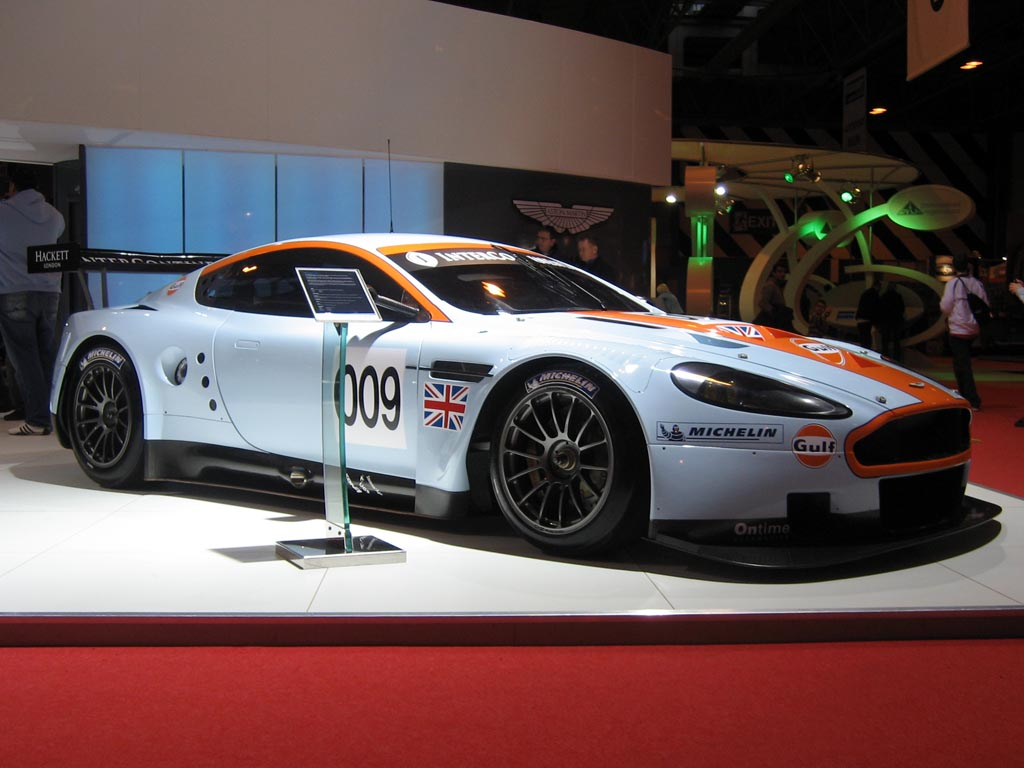
Aston Martin DBR9 de l'équipe Gulf Oil.

Aston Martin Racing (AMR) est une écurie anglaise de course automobile créée en 2004 à partir d'un partenariat entre le fabricant d'automobiles de luxe Aston Martin et le préparateur automobile Prodrive.

## Historique
Le but de l'association avec Prodrive était de lancer les DBR9, une Aston Martin DB9 modifiée pour la course automobile. Depuis leur début en 2005, Aston Martin Racing a considérablement élargi sa gamme et développé le moteur V12 destiné aux courses de 24 heures. Bien que toutes les voitures de course soient construites dans les ateliers de Prodrive, Aston Martin participe activement à leur conception, tout comme Aston Martin intègre des concepts des voitures de course dans ses modèles.
Aston Martin Racing produit une voiture basée sur la DB9, le modèle DBRS9, qui participe aux courses des championnats nationaux et européens de la catégorie GT3 de la FIA. Aston Martin Racing est également présent en GT1.
Depuis 2009, l'écurie exploite la Lola-Aston Martin B09/60 développée par Lola Cars et Prodrive et issue de la Lola B08/60. À la période, un modèle pour la catégorie GT2 a fait son apparition : la V8 Vantage GT2 équipée d'un moteur V8.
À la suite de l'arrêt de la catégorie LMGT1 et de l'apparition de la nouvelle réglementation LMGTE, Aston Martin Racing et Prodrive se sont concentrés sur la V8 Vantage pour la catégorie GTE et la V12 Vantage pour la catégorie GT3. Un modèle client pour la catégorie GT4 est également disponible. Il s'agit de la V8 Vantage GT4.
En novembre 2017, Aston Martin Racing dévoile la nouvelle Vantage GTE destinée à remplacer l'ancienne version dont les débuts en compétition remontent à 2008.
En juin 2018, les versions GT3 et GT4 de la Vantage 2018 sont présentées.
Fin 2020, Aston Martin Racing stoppe son implication dans le Championnat du monde d'endurance FIA.

## Pilotes

### Anciens pilotes
- Allan Simonsen (décédé lors des 24 Heures du Mans 2013)
- Kristian Poulsen
- Christoffer Nygaard
- Stefan Mücke
- Adrián Fernández
- Harold Primat
- Andy Meyrick
- Christian Klien
- Juan Barazi
- Sam Hancock
- Anthony Davidson
- Peter Kox
- Jos Verstappen
- Heinz-Harald Frentzen
- Andrea Piccini
- Karl Wendlinger
- David Brabham
- Antonio García
- Rickard Rydell
- Johnny Herbert
- Tomáš Enge
- Stéphane Sarrazin
- Stéphane Ortelli
- Peter Dumbreck
- Bill Auberlen
- Frédéric Makowiecki
- Bruno Senna
- Rob Bell
- Jamie Campbell-Walter
- David Heinemeier Hansson
- Darryl O'Young
- Francesco Castellacci
- Roald Goethe
- Stuart Hall
- Fernando Rees
- Alex MacDowall
- Andrew Howard
- Liam Griffin (en)
- Gary Hirsch
- Richie Stanaway
- Daniel Serra
- Jonathan Adam

### Pilotes actuels
- Nicki Thiim
- Marco Sørensen
- Darren Turner
- Alex Lynn
- Maxime Martin
- Paul Dalla Lana
- Pedro Lamy
- Mathias Lauda
- Ross Gunn
- Richard Westbrook
- Harry Tincknell
- Augusto Farfus

## Palmarès
- 24 Heures du Mans
  - Vainqueur de la catégorie GT1 en 2007 (5e place au général) et 2008
  - Vainqueur de la catégorie LMGTE Pro en 2017
  - Vainqueur de la catégorie LMGTE Pro en 2020

- FIA GT
  - Vainqueur du RAC Tourist Trophy en 2005

- 12 Heures de Sebring
  - Vainqueur de la catégorie GT1 en 2005

- Petit Le Mans
  - Vainqueur de la catégorie GT1 en 2006

- Le Mans Series
  - Vainqueur du classement pilote dans la catégorie GT1 en 2006 avec Pedro Lamy, Gabriele Gardel et Vincent Vosse
  - Vainqueur par équipe dans la catégorie GT1 en 2006
  - Vainqueur du classement pilote en 2009 avec Jan Charouz, Tomáš Enge et Stefan Mücke
  - Vainqueur par équipe en 2009

- Championnat du monde FIA GT1
  - Champion en 2011 avec l'écurie Hexis AMR

- Championnat du monde d'endurance FIA
  - Trophée Endurance FIA des équipes LMGTE Pro en 2016
  - Trophée Endurance FIA des équipes LMGTE Am en 2014
  - Trophée Endurance FIA des équipes LMGTE Am en 2017
  - 1 victoire dans la catégorie GTE Pro en 2012 à Shanghai.
  - 4 victoires dans la catégorie GTE Pro en 2013 à Silverstone, au Circuit des Amériques, à Fuji et à Shanghai.
  - 5 victoires dans la catégorie GTE Am en 2013 à Silverstone, à São Paulo, au Circuit des Amériques, à Fuji et à Bahreïn.
  - 2 victoires dans la catégorie GTE Pro en 2014 au Circuit des Amériques et à São Paulo.
  - 7 victoires dans la catégorie GTE Am en 2014 à Silverstone, au Mans, au Circuit des Amériques, à Fuji, à Shanghai, à Bahreïn et à São Paulo.
  - 1 victoire dans la catégorie GTE Pro en 2015 à Spa.
  - 3 victoires dans la catégorie GTE Am en 2015 à Silverstone, à Spa et à Bahreïn.
  - 3 victoires dans la catégorie GTE Pro en 2016 à Mexico, au Circuit des Amériques et à Bahreïn.
  - 5 victoires dans la catégorie GTE Am en 2016 à Spa, au Nürburgring, au Circuit des Amériques, à Fuji et à Shanghai.
  - 2 victoires dans la catégorie GTE Pro en 2017 au Mans et à Mexico.
  - 4 victoires dans la catégorie GTE Am en 2017 à Spa, au Circuit des Amériques, à Shanghai et à Bahreïn.